# ياكيرة
الياكيرة (الاسم العلمي: Yakirra) هي جنس من النباتات تتبع الفصيلة النجيلية من رتبة القبئيات.

## أنواع الياكيرة
- ياكيرة أسترالية
- ياكيرة ورقية
- ياكيرة كبيرة
- ياكيرة مولرية
- ياكيرة قليلة الأزهار
- ياكيرة وبسترية